# Каталин Новак
Каталин Ева Верешне Новак (мађ. Veresné Novák Katalin Éva; Сегедин, 6. септембар 1977) мађарска је политичарка. Између 2022. и 2024. била је председница Мађарске након што је изабрана на председничким изборима 2022. Након инаугурације, постала је прва жена на функцији председника Мађарске. Чланица је Фидеса. Између 2018. и 2022. обављала је функцију народне посланице Скупштине Мађарске, а између 2020. и 2021. била је министарка за породична питања у четвртој влади Виктора Орбана.

## Образовање
Након што је 1996. завршила средње образовање у Средњој школи Сагвари Ендре у Сегедину, студирала је економију на Корвинусовом универзитету у Будимпешти и право на Универзитету у Сегедину. Док је била студенткиња, додатно је студирала у иностранству на Универзитету у западном Паризу. Поред мађарског, говори француски, енглески и немачки.

## Приватни живот
Удата је и има троје деце. Њен супруг је економиста Иштван Вереш, директор Дирекције за финансијско и девизно тржиште у Мађарској народној банци. Реформисана је хришћанка.